# Bo von Friesen
Bo Tryggve von Friesen, född 13 februari 1911 i Stockholm, död 29 november 1973, var en svensk läkare. 
Efter studentexamen blev von Friesen, som var son till distriktschef Erik von Friesen och Gerda Bergqvist, medicine kandidat vid Uppsala universitet 1932, medicine licentiat 1937 och medicine doktor vid Karolinska Institutet i Stockholm 1951 på avhandlingen A study of small dose sulphamerazine prophylaxis in obstetrics. Han innehade olika läkarförordnanden 1937–1943, var underläkare på Södersjukhuset 1944–1947, biträdande överläkare på Sabbatsbergs sjukhus 1948–1949, extra läkare vid obstetrisk-gynekologiska avdelningen på Lidköpings lasarett 1950–1951 och överläkare där från 1951. Han var styrelseledamot i Svenska gynekologförbundet 1954–1963 och dess sekreterare 1960–1963. Han författade skrifter i kirurgi, obstetrik och gynekologi.